# Tornus calianus
Tornus calianus är en snäckart som först beskrevs av Dall 1919.  Tornus calianus ingår i släktet Tornus och familjen Tornidae. Inga underarter finns listade i Catalogue of Life.